# Christiane Reimann
Christiane Elizabeth Reimann (Copenhague, 6 de mayo de 1888) - Siracusa, 12 de abril de 1979) fue una enfermera danesa nacionalizada italiana y secretaria del Consejo Internacional de Enfermería desde 1922 a 1933, siendo además la primera en ser remunerada por ello. A su fallecimiento, testó a favor de la creación de un premio internacional en el campo de la enfermería que lleva su nombre.

## Biografía
Nació en Copenhague (Dinamarca) en 1888. Terminó sus estudios de medicina en el Hospital Bispebjerg en 1916 y, tras la Primera Guerra Mundial, obtuvo un posgrado en Enfermería por la Universidad de Columbia, en Nueva York, lugar en el que conoció a otras profesoras y enfermeras muy influyentes como Adelaide Nutting o Isabel Stewart.
En 1922 sustituyó a Lavinia Dock en la secretaría ejecutiva, cargo que fue remunerado por primera vez en 1925, y se mantuvo en el cargo hasta 1933. Entre las decisiones que adoptó se encuentra el traslado de la sede del Consejo Internacional de Enfermería desde Londres a Ginebra, a causa de la condición de neutralidad que el país helvético practica. También fue una decisión estratégica, puesto que en Suiza se encuentran las sede de la Cruz Roja, la Organización Internacional del Trabajo o la Liga de las Naciones (embrión de la futura ONU).
También creó en 1926 la revista de enfermería International Nursing Review y organizó el congreso de Montresal de 1929 en donde se elegiría como presidenta del CIE a la francesa Leonie Chaptal.
Abandona el cargo en 1933 y se retira a la ciudad siciliana de Siracusa en donde compraría una propiedad a la que llamaría Villa Reimann. Allí se estableció junto a su pareja el psiquiatra Carl Fedrerik Alter.
Falleció en Siracusa en 1979.
En 1967, Chrisitane Riemann propuso a la CIE la creación de un galardón en el campo de la enfermería inspirado en el Premio Nobel. La propuesta no llegó a prosperar y cuando Reimann falleció, testó a favor de la creación de un premio internacional a aquella persona que haya hecho una labor encomiable en el campo de la Enfermería a través de la investigación o de la práctica. Dicho premio fue concedido por primera vez en 1985 para la enfermera Virginia Henderson.